# Cynorta dentipes
Cynorta dentipes is een hooiwagen uit de familie Cosmetidae.